# المدو
المدو هي إحدى القرى التابعة لولاية قابس بالجنوب التونسي، وتتبع إداريا معتمدية قابس الجنوبية.